# São Fidélis
São Fidélis er en kommune i den brasilianske delstat Rio de Janeiro. Den har et areal på 1.031,5km2, og i 2010 havde den en befolkning på 37.543.

## Historie
Kommunen blev Grundlagt i 1870, efter at være blevet skilt fra kommunen Campos dos Goytacazes. Dens nuværende borgmester (fra 2008 til 2011) er Luiz Carlos Fernandez Fratani (PMDB).

## Beliggenhed
São Fidélis ligger 202 kilometer fra delstatens hovedstad Rio de Janeiro. Dens tilgrænsende byer er:
- Cambuci – nord og nordvest
- Italva – nordøst og nord
- Cardoso Moreira – øst
- Campos dos Goytacazes– øst til sydvest
- São Sebastião do Alto – vest
- Itaocara – vest